# Économie du Québec
 (août 2011).
L'économie du Québec est fortement intégrée aux économies du reste du Canada et des États-Unis. Elle s'appuie principalement sur le secteur des services en plus d'un secteur industriel varié mais reposant principalement sur plusieurs industries stratégiques pour l'exportation; l'aéronautique, la production d'aluminium et d'électricité, l’industrie pharmaceutique, l'extraction du fer, du cuivre et des métaux précieux, la coupe de bois et la production de papier.
Le cœur économique du Québec est la région métropolitaine de Montréal où habitent la moitié des Québécois. Cette région compte à elle seule pour 53,4 % du produit intérieur brut (PIB) de la province suivi par la région métropolitaine de Québec (11,4 %), Gatineau (3,2 %), Sherbrooke (2,2 %), Saguenay (1,9 %) et Trois-Rivières (1,8 %). En tout, le PIB du Québec aux prix du marché s’élevait à 380,9 milliards CAD, soit 19,0 % du PIB du Canada.
La taille de l'économie québécoise se compare à celle de pays comme le Portugal ou Israël. Ajusté par habitant, le Québec se compare économiquement plutôt à l'Écosse. Le produit intérieur brut par habitant du Québec atteint, en 2016, 37 888 USD PPA. En tenant compte de l’ensemble du commerce extérieur de biens et de services, y compris le commerce interprovincial du Québec qui vaut 39,6 % des exportations vers toutes les destinations en 2008, les exportations du Québec s’établissent à 51,8 % de son PIB.
Environ 85 % des exportations québécoises sont destinées aux États-Unis. Les relations économiques entre le Québec et la France sont importantes : en 2008, environ 17 000 Québécois sont employés dans 470 entreprises françaises au Québec, et 26 000 Français travaillent dans 154 entreprises québécoises en France.

## Économie
Comme l'ensemble des économies occidentales, l'économie québécoise subit les contrecoups de la conjoncture économique mondiale, aux prises avec la crise financière de 2007-2009. Au premier trimestre de 2009, le produit intérieur brut du Québec est en baisse sur l'année précédente, sur une base désaisonnalisée. La chute de la production se fait particulièrement sentir dans le commerce extérieur[réf. nécessaire]. Le Québec a tout de même résisté plus longtemps aux pressions récessionnistes qui ont frappé le voisin américain dès décembre 2007, selon le NBER.

## Histoire économique
Pour l'historien économiste Albert Faucher, « la mise en valeur des richesses naturelles du Bouclier canadien au cours des années 1918-1938 a consacré la vocation industrielle du Québec ». Bien que relativement tardive, l'entrée du Québec dans le « nouvel industrialisme » est survenu à un moment propice dans l'évolution de l'économie continentale. Faucher souligne que l'industrialisation du Québec dépend surtout des États-Unis, en termes de capitaux et de techniques nouvelles, véhiculées au Québec par des ingénieurs américains ou formés aux États-Unis

## Dettes

### Dette brute
Cette dette ne tient pas compte des actifs du gouvernement. Elle concerne indirectement le gouvernement par le biais de leurs emprunts qui équivaut au passif net. En d'autres termes, la dette brute est constituée de la dette contractée sur les marchés financiers ainsi que l'engagement du gouvernement sur les régimes et les avantages sociaux des employés de l'État. Ensuite, il faut soustraire la valeur de fonds des générations et des emprunts au total. En somme, la dette brute est la plus généralisée et la plus utilisée quand on parle de dettes lors des débats politiques et de statistiques. Quant au Québec, cette dette se résume à 191,7 milliards après l'année budgétaire 2012-2013. En 2013, la dette brute du Québec équivalait à 55 % de la taille de l'économie du PIB nominal.

## Commerce extérieur

### Exportations
Le Québec exporte pour 89,2 milliards de $ US en 2008 et, par conséquent, il est le 40e exportateur de biens et services sur les marchés internationaux. Les exportations québécoises ont progressé de 10,9 % pour atteindre 72,7 milliards de dollars en 2014, selon l'Institut de la statistique du Québec, mais, en dépit de cette hausse des exportations, la province présente un déficit commercial.
Le Québec exporte quelques produits en grande quantité, voyons les principaux. Les aéronefs sont un des produits principalement fabriqués par Bombardier qui rapporte énormément au PIB du Québec, si bien qu’il constitue 8,8 % des exportations du Québec en 2013. L’aluminium est  également très important au Québec avec ses exportations de 7,8 %. C’est le seul produit qui se rapproche autant en pourcentage des exportations des aéronefs. Les minerais (plus particulièrement le fer) avec 2,7 % et le papier avec 2,5 % terminent ce palmarès des produits les plus importants pour les exportations du Québec.
- Produits alimentaires : 3340 millions USD
- Bois et papier : 9902 millions USD
- Textile : 3045 millions USD
- Minéraux et produits miniers : 10598 millions USD
- Produits chimiques et pétrochimiques : 3877 millions USD
- Machinerie et outils : 4581 millions USD
- Matériaux de transport : 15750 millions USD
- Produits électriques, électroniques et de télécommunications : 7172 millions USD
- Électricité : 832 millions USD
- Produits non-catégorisés : 9146 millions USD

Part des exportations québécoises dans les exportations canadiennes, 2004
- Haute technologie : 43,5 %
- Moyenne-haute technologie : 7,9 %
- Moyenne-faible technologie : 24,5 %
- Faible technologie : 26,8 %
- Total : 16,6 %

Produits alimentaires
Les exportations québécoises de produits alimentaires ont augmenté de 75 % entre 1999 et 2002, atteignant 3,6 milliards de dollars. En 2002, plus de 150 pays ont importé de ces produits, dont 88 % avec trois partenaires, soit les États-Unis (75,1 %), l’Union européenne (5,5 %) et le Japon (7,4 %). Les produits les plus exportés sont le porc, les préparations alimentaires diverses, produits agricoles et alimentaires divers.
Le Québec vend ses produits au marché oriental et asiatique en assez grande quantité tellement que la Chine est maintenant le second pays (après les États-Unis) qui importe le plus de produits Québécois avec 4 % des exportations québécoises.

### Importations
Les importations à l'étranger de 105,0 milliards de $ US en 2008 valent au Québec le titre de 38e importateur mondial de biens et services.
Part des importations québécoises dans les importations canadiennes, 2004
- Haute technologie : 25,9 %
- Moyenne-haute technologie : 13,3 %
- Moyenne-faible technologie : 19,1 %
- Faible technologie : 18,5 %
- Total : 19,3 %

Produits alimentaires
Les importations québécoises de produits alimentaires ont augmenté de 87 % durant la période de 1999 à 2002, atteignant 3 milliards de dollars. Plus de 155 pays ont exporté de ces produits en 2002. Les États-Unis, à eux seuls, en ont exporté 28 % et l’Union européenne en a exporté 28 %. Les principaux produits importés sont les préparations alimentaires diverses, les boissons, les fruits et les noix ainsi que le cacao, le café et le thé.

## Activité économique

### Ressources naturelles
Malgré leur place plus réduite qu'elle ne l'a été dans le produit intérieur brut québécois, les ressources naturelles et l'énergie demeurent très importantes pour son économie. Le Québec dispose en effet d'un territoire riche en ressources hydrauliques, en forêts de conifères de toutes sortes et en minéraux. Le sort de certaines régions est étroitement associé à l'extraction et à la transformation des matières premières.

#### Hydroélectricité

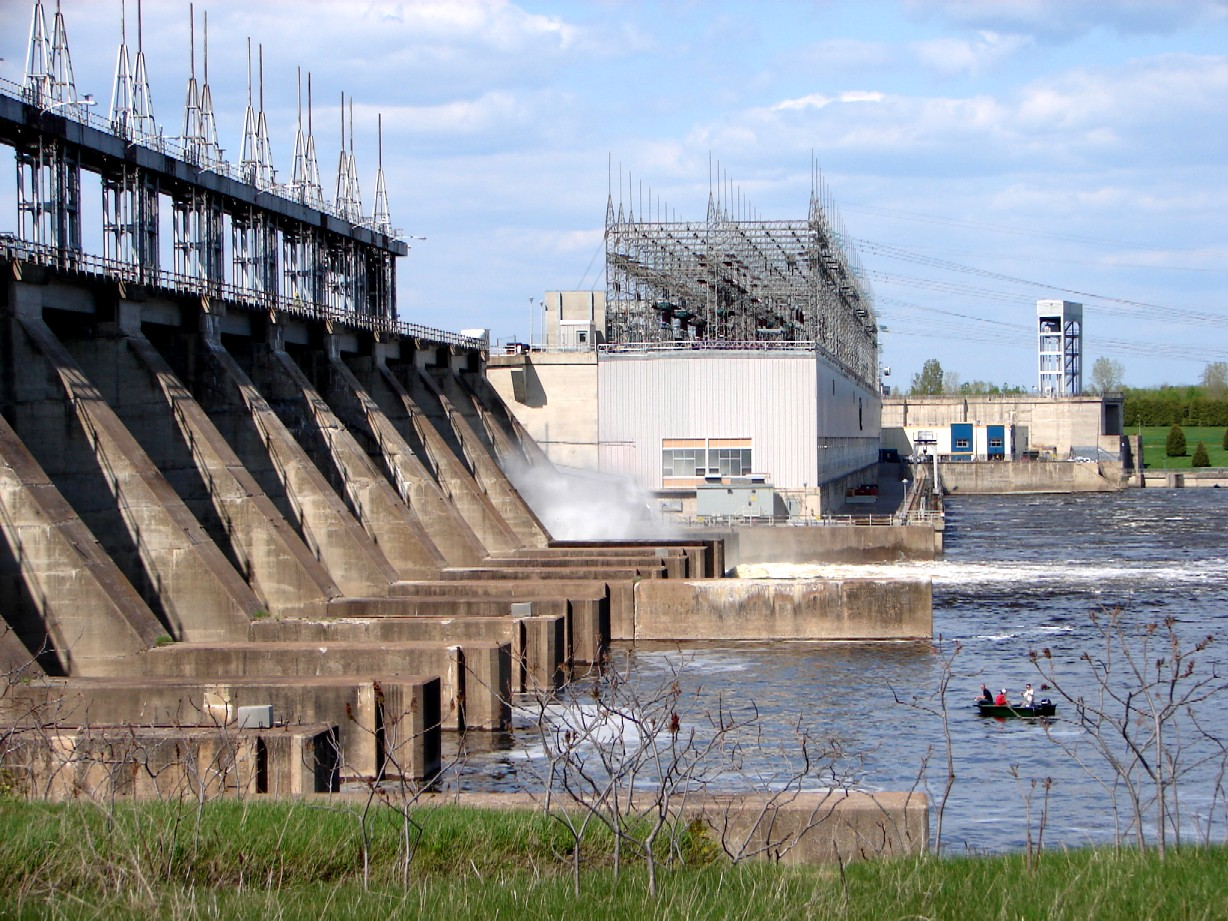
La centrale de Carillon, une installation hydroélectrique de 752 MW construite par Hydro-Québec dans les Basses-Laurentides. Elle a été inaugurée en 1962.

L'abondance des ressources hydriques du Québec lui permet d'exploiter l'énergie hydroélectrique. Elle a aussi contribué à l'essor industriel de certaines des régions du Québec, en particulier en Mauricie, au Saguenay–Lac-Saint-Jean et sur la Côte-Nord.
L'État québécois, par le biais de sa société d'État Hydro-Québec, développe ce potentiel depuis la fin des années 1940 avec des investissements massifs dans 59 aménagements hydroélectriques qui avaient, en 2008, une puissance installée combinée de 34 118 MW. Dotée d'une abondante production d'énergie renouvelable disponible à bas prix, Hydro-Québec a remis à son actionnaire unique, le gouvernement du Québec, la somme de 9,2 milliards de dollars en dividendes au cours des exercices 2004-2008, et ce, malgré des tarifs d'électricité qui figurent parmi les plus bas en Amérique du Nord.
La consommation moyenne des abonnés résidentiels et agricoles d'Hydro-Québec, qui s'établit à 16 974 kWh par année, est relativement élevée en raison de l'utilisation de l'électricité pour le chauffage dans 68 % des résidences. Cette préférence pour l'hydroélectricité, l'énergie primaire la plus utilisée au Québec avec 40,4 % de la consommation finale, offre aussi certains bénéfices environnementaux. Malgré le climat très froid en hiver, les résidences québécoises ne sont responsables que de 5,5 % (4,65 Mt éq. CO2) des émissions de gaz à effet de serre au Québec en 2006. Durant la période allant de 1990 à 2006, les émissions du secteur résidentiel au Québec ont même chuté de 30 %.

#### Forêts

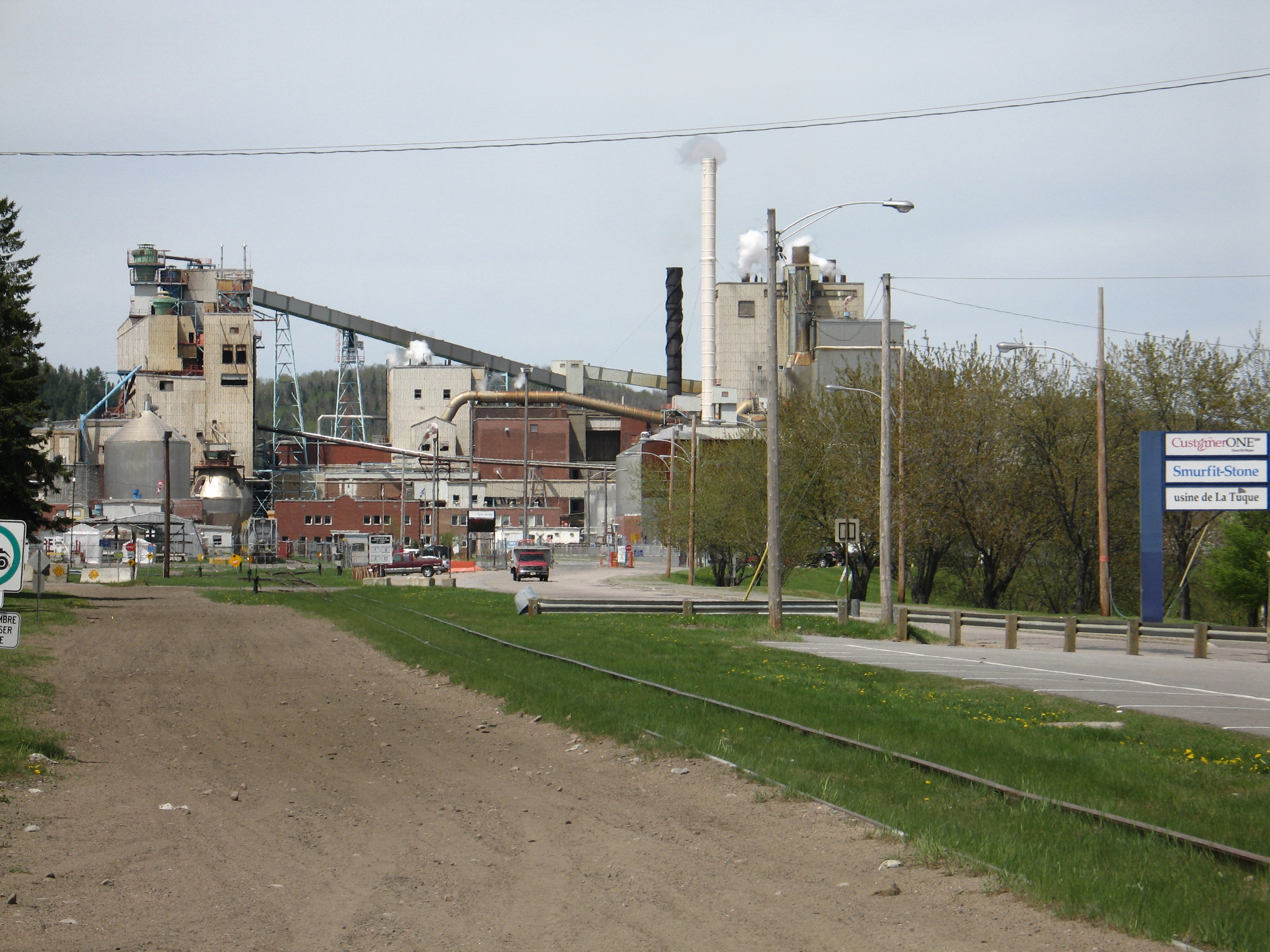
La société AbitibiBowater exploite cette usine de pâtes et papiers à La Tuque, en Mauricie. Le secteur a connu des difficultés au cours des années 2000.

La province a d'abondantes ressources forestières renouvelables. La forêt occupe près de 760 000 km2 et génère des coupes de 55 millions de m3 annuellement.
L'industrie des pâtes et papiers et autres produits du bois génèrent plus de 18 milliards annuellement. La foresterie occupe la seconde position en termes d'exportations (11 milliards) et est la source principale d'industrie manufacturière dans plus de 250 municipalités. En 2020, la foresterie représentait 8% des exportations québécoises.
Une étude parue en 2020 concluait que seul 1% de la forêt québécoise était exploitée annuellement.
L'Abitibi-Témiscamingue a été la première région à voir un boum minier. Depuis, les régions de Matagami, Chibougamau, Saguenay–Lac-Saint-Jean, Grand-Nord et de la Côte-Nord ont été explorées.

#### Mines
Le Québec est un important producteur minier. En 2010, il était le plus important producteur de zinc et le deuxième plus important producteur d'or et de minerai de fer au Canada. Il était aussi le deuxième producteur de niobium au monde et le troisième producteur de dioxyde de titane. La province comporte 27 mines actives, près de 200 sociétés d'exploration minière et 12 usines de première transformation (4 fonderies et affineries, 4 cimenteries, 3 usines de production de chaux et une usine de production d'argile). Environ 30 minéraux sont exploités, dont 17 minéraux métalliques et 13 minéraux non-métalliques. Les plus importants étant le minerai de fer, l'or, le nickel, le titane, le niobium, le zinc, le cuivre, l'argent et la pierre. En 2010, les investissements miniers ont dépassé les 2 milliards de dollars dont environ 500 millions de dollars uniquement pour des activités d'exploration et de mise en valeur. En 2015, l'industrie générait environ 45 000 emplois directs et la valeur des expéditions minières a atteint 6,8 milliards de dollars.
Les gouvernements cherchent comment maximiser les bénéfices fiscaux provenant de l’exploitation de leurs ressources naturelles non renouvelables dans le respect de l’environnement et des droits des sociétés minières à un juste rendement. Ainsi, Yvan Allaire, président exécutif de l'Institut sur la gouvernance a préparé, à la demande du gouvernement, un document intitulé Le Québec et ses ressources naturelles: Comment en tirer le meilleur parti pour cerner les enjeux propres à l’établissement d’un régime de redevances et taxes minières approprié pour le Québec. Ce document examine les diverses façons pour un État de jouer pleinement son rôle de fiduciaire des ressources naturelles de la collectivité. La gamme des moyens dont dispose un gouvernement est étendue mais plusieurs de ces moyens soulèvent d’épineux et problématiques enjeux.

#### Agriculture

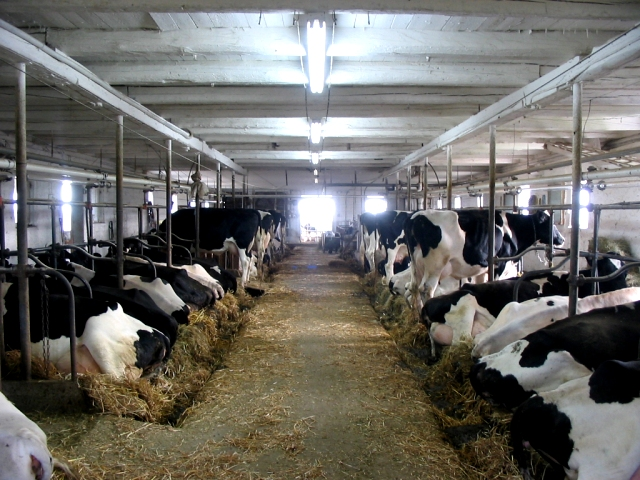
Un élevage laitier dans la région de Trois-Rivières.

Le secteur de l'agriculture employait 58918 personnes au Québec en 2006.
Malgré le climat hivernal rigoureux qui écourte la saison des récoltes, la vallée du Saint-Laurent est une région agricole fertile et propice à une variété de cultures. On y produit entre autres des fruits, des légumes, des céréales, et des fourrages.
Les productions animales sont concentrées autour de la production laitière et de l'élevage. Depuis une vingtaine d'années, le secteur de production porcine a connu une expansion considérable. Le Québec produit également des volailles, des œufs, du bœuf et de l'agneau.
En 2016, l'intérêt pour la production biologique est croissant.
Le Québec a la particularité d'accueillir sur son territoire une grande quantité d'érables à sucre. Le Québec est le premier producteur mondial de sirop d'érable, loin devant les États-Unis.

### Transformation

#### Aérospatiale

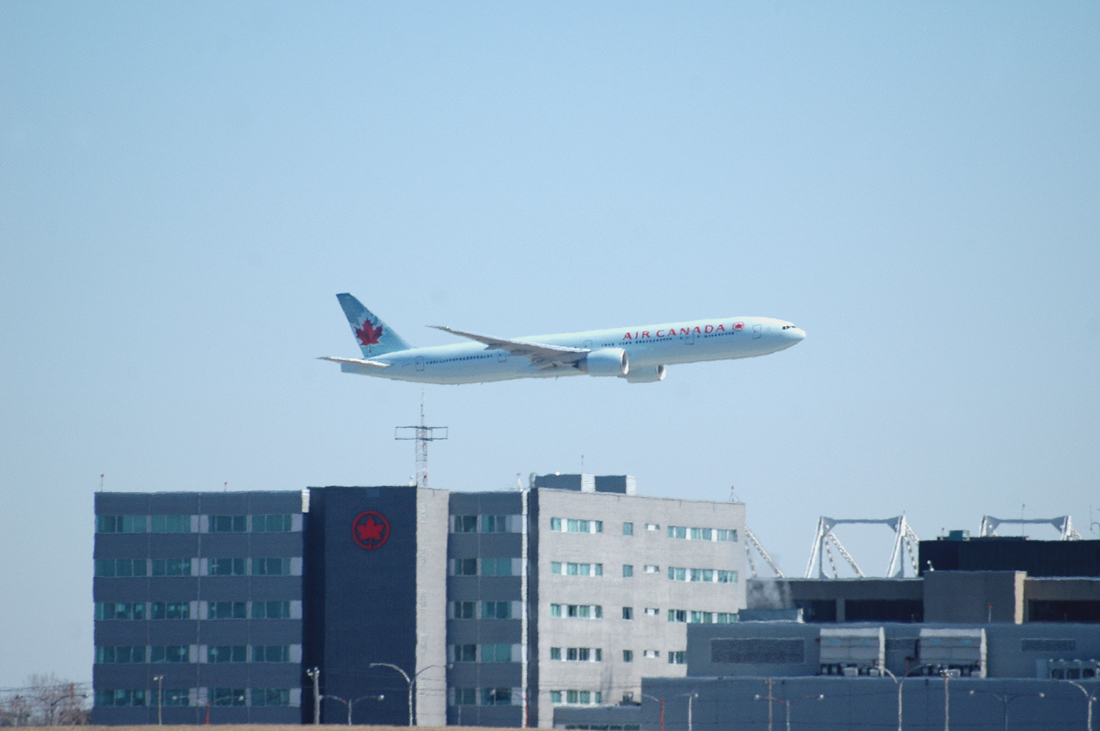
Le siège de Air Canada

L'industrie aérospatiale du Québec se classe au 6e rang mondial pour sa valeur de production. Montréal fait partie des trois plus grands centres en aérospatial avec Seattle et Toulouse; pour sa densité d'emploi en aérospatial, elle est en deuxième position après Seattle. En 2002, le secteur aérospatial comptait environ 260 compagnies employant quelque 40 000 personnes. Divers organismes internationaux ont établi leur siège social au Québec, notamment l'Association internationale du transport aérien et l'Organisation de l'aviation civile internationale.

#### Aluminium
Le Québec est le troisième producteur mondial d'aluminium derrière la Chine et la Russie, avec 7 % de la production mondiale. 92 % de l'aluminium canadien est produit au Québec grâce aux ressources hydroélectriques. Trois groupes sont implantés dans la province : Rio Tinto, Alcoa et Aluminium Alouette.

#### Pâtes et papiers
- Les Papiers Cascades est une papetière dont le siège social est à Kingsey Falls.

#### Fonte et affinage des métaux
- Bibby-Ste-Croix est une fonderie située à Sainte-Croix.

#### Transport terrestre
L'industrie ferroviaire et automobile générait des revenus de 7,2 milliards au début de 2004. Ce secteur emploie environ 35 000 personnes. Bombardier est le constructeur ferroviaire dominant, l'américain Paccar, les québécois Nova Bus et Prévost car (groupe Volvo), et le japonais Komatsu représentant l'industrie automobile mais celle-ci est mineure, car l'essentiel de la production se situe en Ontario et les véhicules sont surtout des camions, bus, et matériels de chantier.

#### Agroalimentaire
La plaine du Saint-Laurent est une région agricole très fertile. On y produit des produits laitiers, des fruits, des légumes, du sirop d'érable (dont le Québec est le premier producteur mondial) et du bétail.
Le secteur agroalimentaire de la transformation a de bonnes perspectives. « Produits transformés, culture biologique, biotechnologies et génétique auront la cote sur les marchés agroalimentaires de demain. »
- Damafro
- Première Moisson

#### Tourisme

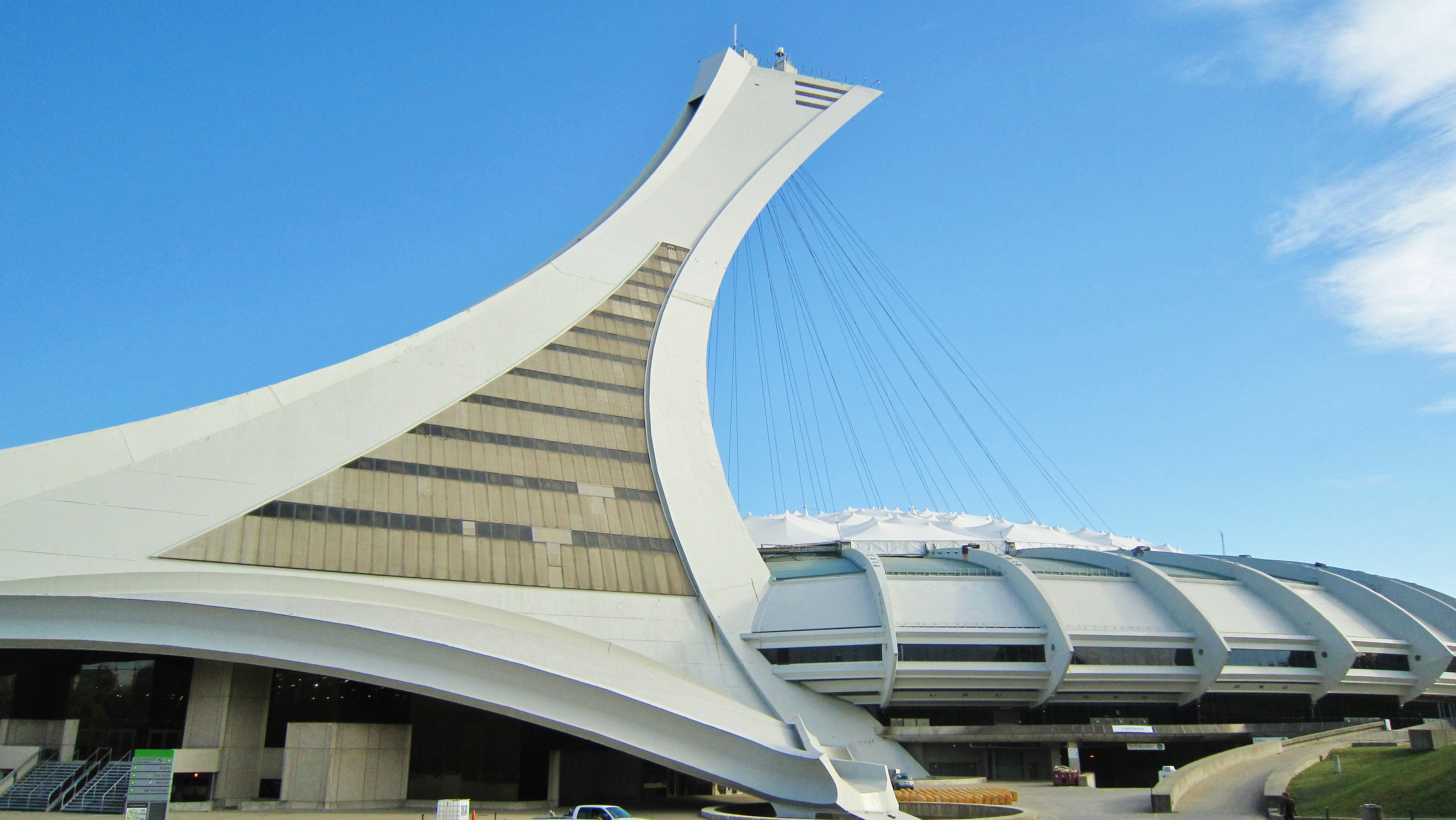
Stade olympique de Montréal, une infrastructure historique et importante qui attire les touristes

Le tourisme québécois va être un secteur très important pour l’économie du Québec. Dès 1965, le gouvernement du Québec va avoir un intérêt pour le tourisme. Le gouvernement va commencer à mettre en place des lois et des règles pour protéger sa faune et sa flore et ses monuments historiques, par exemple : la loi sur la conservation de la faune émise en 1969 et modifiée en 1978 et la loi sur les biens culturels émis en 1974. De plus, le gouvernement va commencer à construire des infrastructures pour attirer les touristes par exemple avec le stade olympique, l’Université du Québec à Montréal, le palais des congrès à Montréal, etc. Ces infrastructures vont devenir des monuments qui définissent la ville de Montréal. Ensuite, le secteur du tourisme va être une grande source de revenus pour le gouvernement du Québec, mais aussi, un secteur qui va créer beaucoup d’emplois et d’entreprises. Par exemple, les revenus totaux du secteur du tourisme étaient de 7 milliards de dollars, ce qui est un revenu considérable pour le gouvernement du Québec.
Par la suite, ce secteur va créer un total de 306 810 emplois dans plusieurs régions du Québec. Donc, il va offrir 306 810 emplois aux Québécois et aussi, ces emplois vont être divisés dans plusieurs différents secteurs (transport, hébergement, restauration, agence de voyages). Aussi, ce secteur va permettre la création de 23 647 entreprises qui vont être associées au tourisme. En bref, le secteur touristique va être une source de revenu, de création d’emploi et d’entreprise. Présentement, le secteur touristique reprend de plus en plus d’importance après la Covid qui avait empêché les touristes de venir visiter le Québec à cause des fermetures des frontières et des restrictions sanitaires. Le tourisme commence à aller dans la bonne direction, mais les experts pensent que ça va prendre jusqu’à l’année 2024, pour que le tourisme revienne où il était avant covid. 
Dans le secteur du tourisme, une grande question se pose : Est-ce que l’État devrait intervenir dans le tourisme? La question a divisé les experts, plusieurs pensent que le secteur du tourisme va être mieux fructueux sans l’intervention du gouvernement par exemple avec la création d’une société d’économie mixte pour la promotion du tourisme québécois qui veulent avoir une approche plus verticale (produit), donc essayer d’attirer les touristes avec les produits que le territoire du Québec peut offrir, par exemple les séjours en forêt, sa faune et sa flore et ses monuments historiques. D’autres pensent que l’intervention du gouvernement dans le secteur du tourisme est essentielle, car comme nous l’avons vu avec la Covid, le gouvernement a mis des subventions et des sommes d'argent aux restaurants et aux commerces non essentiels pour pas qu’il ne fasse pas faillite. En bref, le secteur du tourisme est très important pour l’économie du Québec, car il va être une source importante de revenu et de création d’entreprise et d’emploi

### Services

#### Banque, finance et assurance

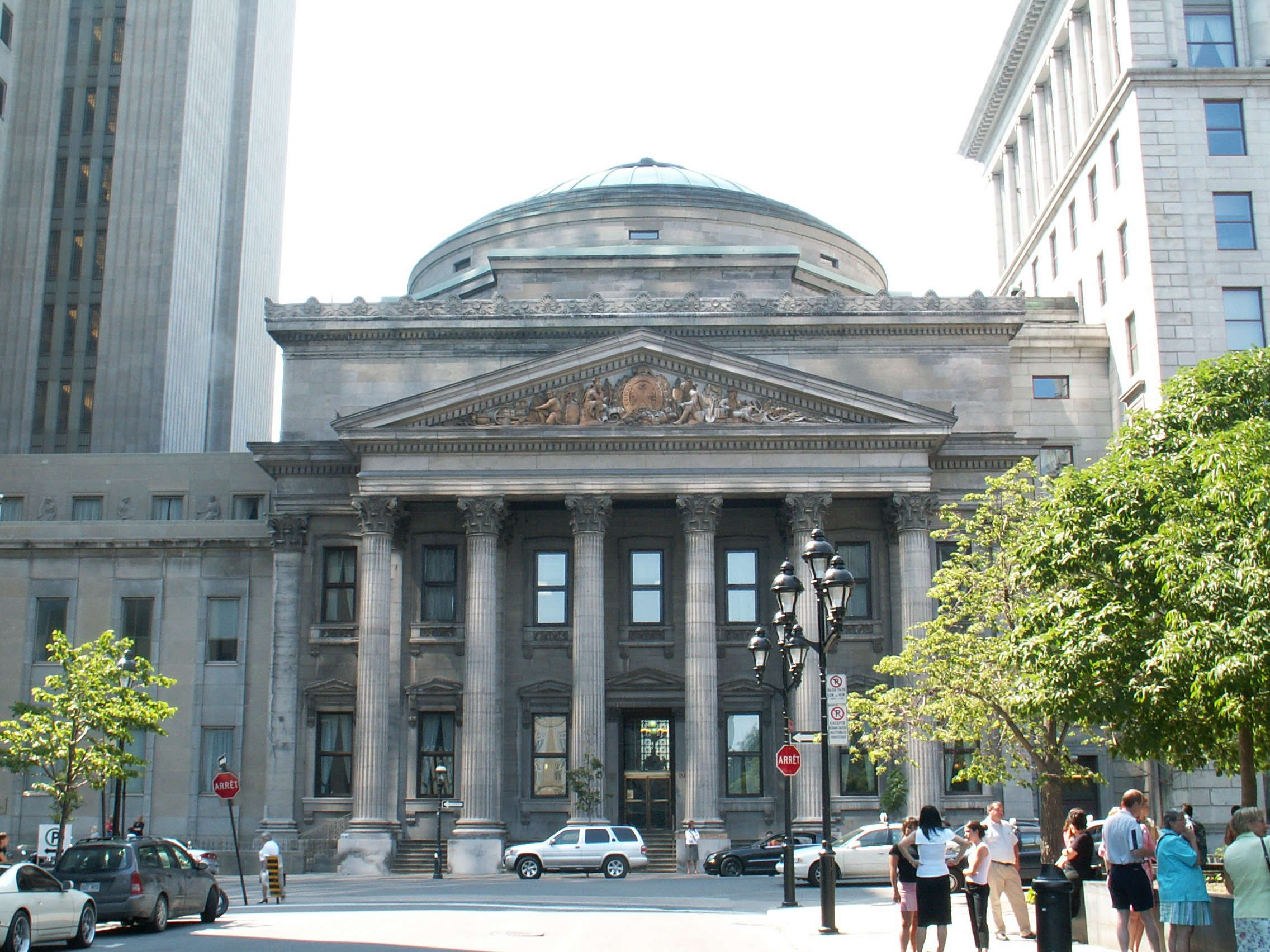
L'édifice de la Banque de Montréal face à la Place d'Armes, dans le Vieux-Montréal.

Le secteur des finances et de l'assurance emploie plus de 168 000 personnes au Québec. De ce nombre, 78 000 sont employés par le secteur bancaire, 53 000 par le secteur de l'assurance et 20 000 par le secteur des valeurs mobilières et de l'investissement.
La Banque de Montréal, fondée en 1817 à Montréal, fut la première banque au Québec mais, comme pour les plus grandes banques à chartes canadiennes faisant affaires au Québec, leur succursale centrale est hors de la province.
La Banque Nationale, dont les ancêtres remontent à 1859, et le Mouvement des Caisses Populaires Desjardins sont les deux grandes banques à contrôle québécois. La Banque Laurentienne est nettement plus petite.
| Nom                           | Date de Fondation | Actif (milliards $) | Nombre de succursales |
| ----------------------------- | ----------------- | ------------------- | --------------------- |
| Caisses populaires Desjardins | 1900              | 200                 |                       |
| Banque nationale du Canada    | 1859              | 178 (en 2012)       |                       |
| Banque Laurentienne           | 1846              | 35                  |                       |
|                               |                   |                     |                       |

#### Technologie de l'information
Employant plus de 100 000 travailleurs, le secteur des technologies de l'information du Québec est en forte croissance depuis quelques années. En 2002, 52 % de la totalité du capital de risque canadien était géré au Québec et 61 % des fonds disponibles étaient investis dans la technologie. Particulièrement forts sont les secteurs des télécommunications, des logiciels multimédias, des services informatiques, de la microélectronique et des composants. Sa métropole, Montréal, est également un hub planétaire pour la recherche en intelligence artificielle,,,.
Quelque 115 entreprises de télécommunication telles Ericsson, Motorola, et Mitec sont implantées au Québec.
Le secteur du multimédia et du jeu vidéo est particulièrement actif, surtout depuis la fin des années 1990. Alors qu’il comptait moins de 1 000 employés au début des années 2000, il en comptait près de 9 000 en 2013. L’Alliance numérique, qui revendique 191 membres actifs au Québec dans les secteurs du jeu vidéo, du cyberapprentissage, de la mobilité et des services et applications Internet, évalue l’impact économique annuel du secteur à 827 millions $ en 2014, et générerait des revenus fiscaux de l’ordre de 145 millions $. À l’issue de l’année 2014, l’industrie du jeu vidéo générait 10 850 emplois directs au Québec, soit une augmentation de 19 % par rapport à l’année 2013. Plusieurs milliers de personnes travaillent ainsi à Montréal et à Québec pour des compagnies telles Ubisoft, Electronic Arts, Microïds, Strategy First, Eidos, Activision, A2M, Frima studio. Montréal a aussi donné naissance à deux importants concepteurs de logiciels d'animation 3D : Softimage et Discreet. Les services informatiques, le développement de logiciel, et le génie-conseil emploient 60 000 travailleurs spécialisés.
Le secteur de la microélectronique est composé de plus de 100 compagnies employant environ 13 000 personnes. Les plus grands employeurs sont CMC Électronique, IBM, et Matrox.

#### Systèmes optiques et photoniques
En 2004, environ 8 000 personnes travaillaient dans les industries des systèmes optiques et photoniques au Québec. La recherche et développement se concentre particulièrement dans la région de Québec, alors que les opérations et la production sont plutôt localisées dans la région de Montréal. Le Québec compte environ 20 entreprises dans le laser, la fibre optique, le traitement de l'image, et les secteurs connexes.

#### Biotechnologie
Le secteur de la biotechnologie compte environ 130 compagnies employant 4 700 personnes. L'industrie québécoise se classe troisième en Amérique du Nord pour sa taille, juste après la Californie et le Massachusetts.

#### Industrie pharmaceutique
Avec 381 compagnies et 24 550 employés dans la pharmaceutique, la recherche et développement, la fabrication, et les secteurs connexes, l'industrie des produits de santé du Québec est l'un des secteurs économiques les plus importants du Québec moderne. Avec la présence de quelque 20 multinationales telles Merck Frosst, Johnson & Johnson, Pfizer, Sanofi-Aventis, et Bristol-Myers-Squibb, Montréal se classe huitième en Amérique du Nord pour le nombre de travaux d'emplois dans le secteur pharmaceutique.

#### Tourisme

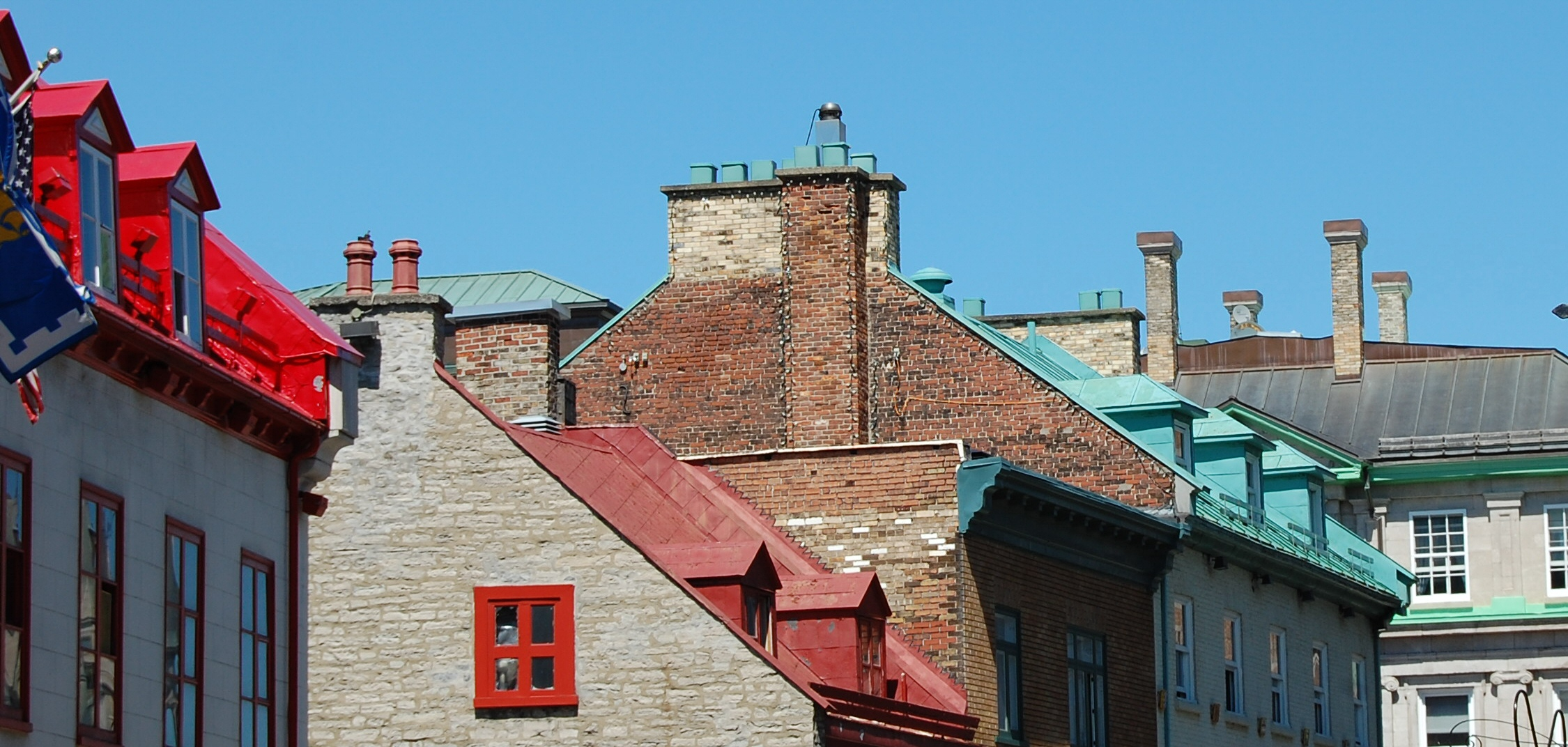
Le Vieux-Québec.

En 2002, les dépenses dans le secteur du tourisme s'élevaient à 7,3 milliards. Environ 27,5 millions de voyages ont été faits au Québec, dont 72 % par des Québécois eux-mêmes, 15 % par des Canadiens des autres provinces, 9 % par des Américains et 4 % à partir d'autres pays. Le secteur emploie environ 330 000 personnes et soutient 34 000 entreprises.
Les villes les plus visitées sont Montréal et Québec. Les attractions majeures sont les festivals de Montréal, le cachet européen de la ville de Québec et les grands espaces naturels. Par ailleurs, la Ville de Québec est la seule ville encore fortifiée au nord de Mexico. Le Québec est cité comme l'une des 20 meilleures destinations touristiques au monde.

### Main-d’œuvre
En septembre 2007, le taux de chômage était de 6,9 %. Il s'agit du plus bas taux de chômage en 33 ans.
En 2001, 40,7 % d'ouvriers du Québec étaient syndiqués.
En 2001, 74,7 % d'ouvriers du Québec ont travaillé dans le secteur tertiaire, 18,5 % dans le secteur secondaire, dont 4,0 % pour les BTP, et 2,8 % dans le secteur primaire.
En 2008, pour prévenir la pénurie de travailleurs au Québec, le gouvernement du Québec a mis en place le Pacte pour l'emploi.
En 2014, le taux de chômage au Québec s'élevait à 7,7 %, cela est dû aux nombreux problèmes économiques auxquels le Québec fait face ces dernières années.
En 2014, la région qui a été le plus touchée par le chômage est la Gaspésie. Celui-ci s'est élevé jusqu'à 16,4 %, cela est principalement dû au fait que la Gaspésie œuvre dans le domaine de la pêche, ce qui cause énormément de chômage conjoncturel au travers de la masse de travailleurs.
Selon une étude, en 2019, 62 % des personnes rémunérées au salaire minimum travaillent à temps partiel, et 61 % sont âgées de 15 à 24 ans.

## Nationalisme économique
Le gouvernement du Québec se dit ouvertement en faveur du nationalisme économique . Certaines entreprises québécoises dénoncent la mise en place de certaines mesures protectionnistes qui mettent en péril leur survie .